# A költészet világnapja
A költészet világnapját március 21-én ünneplik. Az UNESCO (az ENSZ Oktatási, Tudományos és Kulturális Szervezete) 1999-ben jelölte ki ezt a napot „azzal a céllal, hogy költői kifejezés révén támogassa a nyelvi sokféleséget és növelje a veszélyeztetett nyelvek megismerésének lehetőségét”. Célja a költészet olvasásának, írásának, megjelentetésének és oktatásának előmozdítása az egész világon, és – amint ezt az UNESCO eredeti nyilatkozata is kimondja – „újra felismerni és lendületet adni a nemzeti, tájegységi és nemzetközi költészeti mozgalmaknak”.
Korábban a világközösség  Vergilius, a római epikus költő születésnapján, október 15-én ünnepelte. Sok országban továbbra is hagyomány, hogy októberben ünneplik a nemzeti vagy nemzetközi költészet napját. Az Egyesült Királyság általában október első csütörtökjét használja, máshol pedig októberi, sőt néha novemberi napon ünnepelnek.
A költészet világnapja március 21-én ünneplését Naima Tabet, a marokkói oktatási, kulturális és tudományos nemzeti bizottság főtitkára kezdeményezte 1998-ban egy UNESCO-hoz intézett levelében a nemzetközi költészeti nap kijelölését. 1999. november 18-án az UNESCO közgyűlésének 30. ülésszaka március 21-ét, az északi félteke tavaszának első napját nyilvánította A KÖLTÉSZET VILÁGNAPJÁvá, melyet minden ország a saját eszközeivel, a nem-kormányzati szervek aktív részvételével, a nyilvános és civil szervezetek bevonásával ünnepelhet meg.

## Fordítás
Ez a szócikk részben vagy egészben  a   World Poetry Day című angol Wikipédia-szócikk ezen változatának fordításán alapul.  Az eredeti cikk szerkesztőit annak laptörténete sorolja fel. Ez a jelzés csupán a megfogalmazás eredetét és a szerzői jogokat jelzi, nem szolgál a cikkben szereplő információk forrásmegjelöléseként.